# 山本晴介
山本 晴介（やまもと はるすけ、1893年〈明治26年〉5月20日 - 1978年〈昭和53年〉12月25日）は、日本の武道家。段位は全日本剣道連盟居合道範士九段、剣道教士七段。流派は無双直伝英信流。

## 生涯

### 少年期
高知県香美郡赤岡町須留田で生まれる。香南八ヵ町村組合立城山高等小学校卒業後、唐箕作りの大工修行をしながら大日本武徳会赤岡支所及び高知支部で川崎善三郎らに剣道を学ぶ。1917年（大正6年）、大江正路に入門し、無双直伝英信流居合術を学ぶ。1922年（大正11年）4月、上京し、岩倉鉄道学校3年生に編入するも、同年8月に退学、帰郷する。

### 教師時代
土陽新聞通信員兼高知農学校の剣道及び生理衛生科教師となる。1939年（昭和14年）、京都で開かれた全国青年剣道大会に高知農学校剣道部員を引率し、350校の中で準優勝に導いた。太平洋戦争後、公職追放により教職を辞し、高知新聞赤岡支局長となる。

### 戦後居合道界
1957年（昭和32年）、香川県坂出市で開かれた戦後初の四国の剣道大会において、政岡壹實と共に無双直伝英信流詰合之位を演武する。1966年（昭和41年）、全日本剣道連盟居合制定の委員を務めた。

## 段位称号
- 1923年（大正12年）、大日本武徳会剣道初段
- 1924年（大正13年）、大江正路より無双直伝英信流免許皆伝
- 1927年（昭和2年）、大日本武徳会居合術精錬証
- 1932年（昭和7年）、大日本武徳会剣道四段
- 1933年（昭和8年）、大日本武徳会剣道精錬証
- 1939年（昭和14年）、大日本武徳会剣道五段、居合術教士
- 1956年（昭和31年）、全日本剣道連盟居合道七段
- 1960年（昭和35年）、全日本剣道連盟居合道範士
- 1964年（昭和39年）、全日本剣道連盟居合道九段